# Neon-Museum (Warschau)

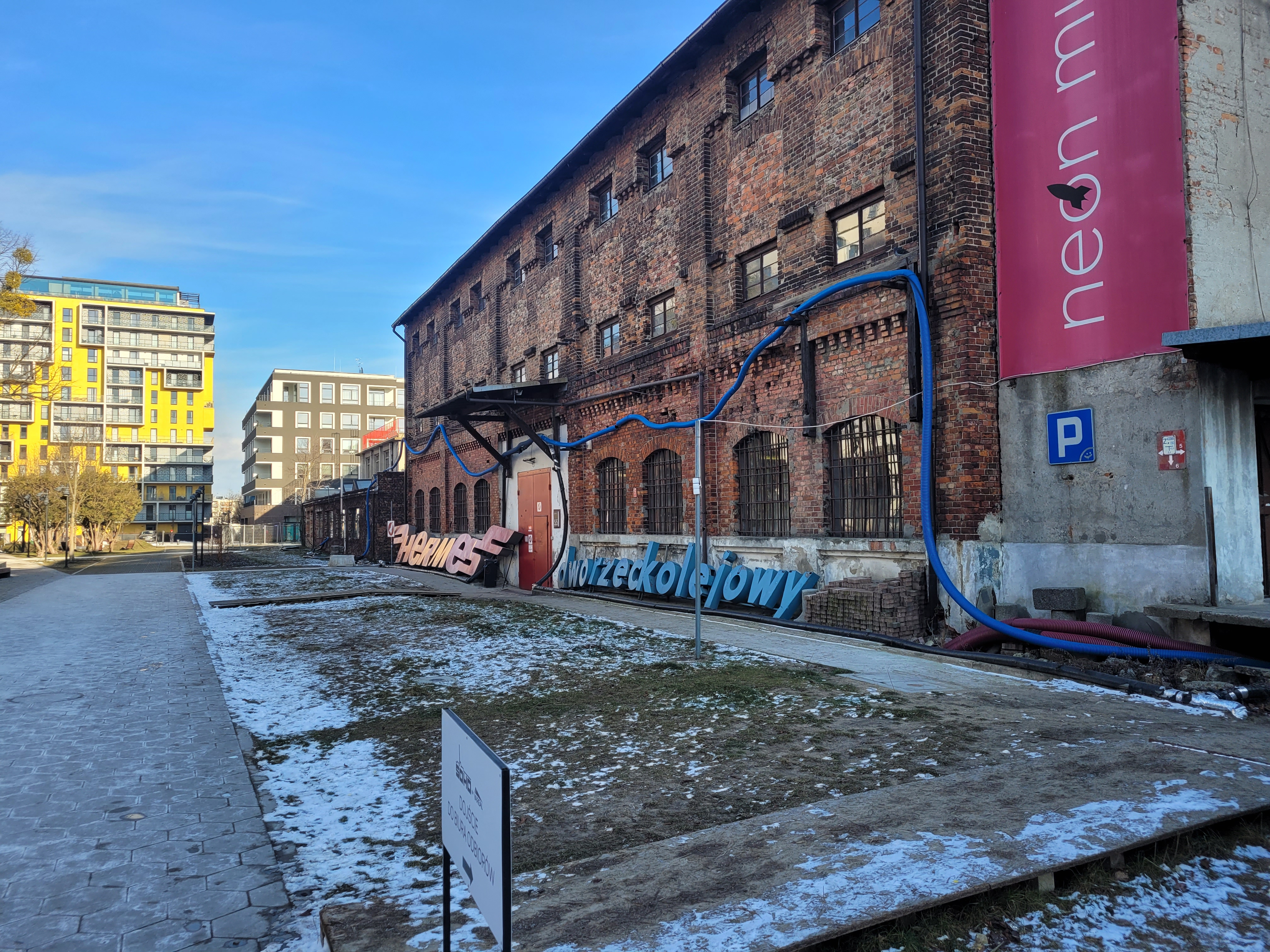
Das Museum am derzeitigen Standort in Warschau-Praga, 2025

Das Neon-Museum (polnisch Muzeum Neonów) in Warschau widmet sich der Dokumentation, dem Erhalt und der Ausstellung von Neon-Leuchtreklamen aus der Zeit der Volksrepublik Polen. Es befindet sich seit 2012 (das Projekt war bereits im Jahr 2005 ins Leben gerufen worden) in einer Backsteinhalle (Gebäude Nr. 55) eines revitalisierten ehemaligen Fabrikkomplexes, der Soho Factory, an der Ulica Mińska 25 im Stadtdistrikt Praga-Południe. Es ist das bislang einzige Museum dieser Art in Polen und eines von nur wenigen weltweit.
Die mehr als 200 ausgestellten Exemplare der Lichtwerbung, die von polnischen Künstlern vor allem in den 1960er und 1970er Jahren entworfen wurden, wiesen einst auf Geschäfte, Kaufhäuser und Cafés hin. 
Das Museum gehört zu den beliebtesten Touristenattraktionen Warschaus. Im Jahr 2018 besuchten täglich bis zu 400 Personen das Museum. Im selben Jahr waren es anlässlich der Europäischen Museumsnacht 2014 sogar 16.000 Besucher. Zwei Jahre vorher und damit zwei Jahre nach der Eröffnung waren es zum gleichen Anlass 6000 Besucher in einer Nacht. Durch die vielen Postings der Museumsbesucher gehörte es im Jahr 2021 bei Instagram zu einem der meistgenutzten Fotostandorte Warschaus.

## Hintergrund

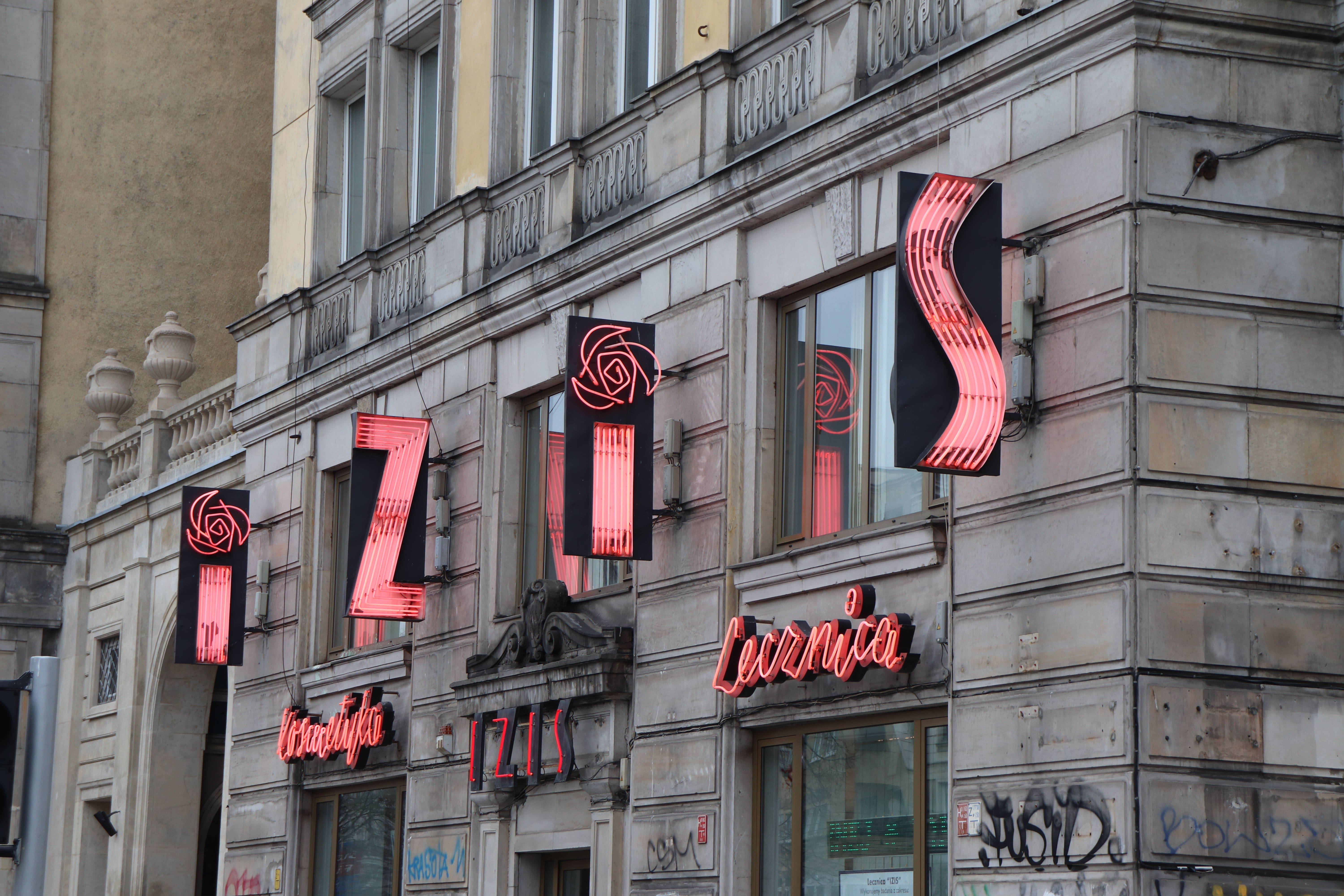
Reklame aus den 1970ern: das Gesundheits- und Schönheitsinstitut „Izis“ an der Warschauer Marszałkowska-Straße 55/73

Obwohl Neonwerbung schon vor dem Zweiten Weltkrieg in Polen existierte, erlebte diese Beleuchtungsform ihren Höhepunkt während des Kalten Kriegs. Die Kampagne zur Neon-Beleuchtung Polens spielte eine wichtige Rolle bei den Versuchen der Regierung, sozialistische Ideologie mit einem modernen Stadtbild zu verbinden. Düstere, häufig noch kriegsbeschädigte Städte erstrahlten mit bunten Leuchtreklamen, die von führenden Künstlern der Zeit entworfen worden waren. Diese oft kreativen Beleuchtungen wurden jahrzehntelang zu einem festen Bestandteil des Nachtbilds polnischer Städte. Die zentral gesteuerte „Aktion Neonreklame“ führte zur Montage der Leuchtwerbung im städtischen Raum gemäß genau vorgegebener Pläne; die Schilder wurden von der Größe und Farbe her in einer sich nicht überlappenden Anordnung ganzen Straßenzügen so angepasst, dass sie zum integralen Bestandteil der jeweiligen Gebäudearchitektur wurden.
Nach Ausrufung des Kriegsrechts im Jahr 1981 wurde die energie-intensive Reklame abgeschaltet, die Logos und Schriftzüge verkamen. Gänzlich verloren sie nach der politischen Wende von 1989 an Beliebtheit. Im Rahmen der wenig regulierten Kommerzialisierung in der neugewonnenen marktwirtschaftlichen Freiheit wurden sie als Relikte einer vergangenen Zeit betrachtet und durch Billboards, Citylights und andere moderne Formen der Außenwerbung ersetzt.

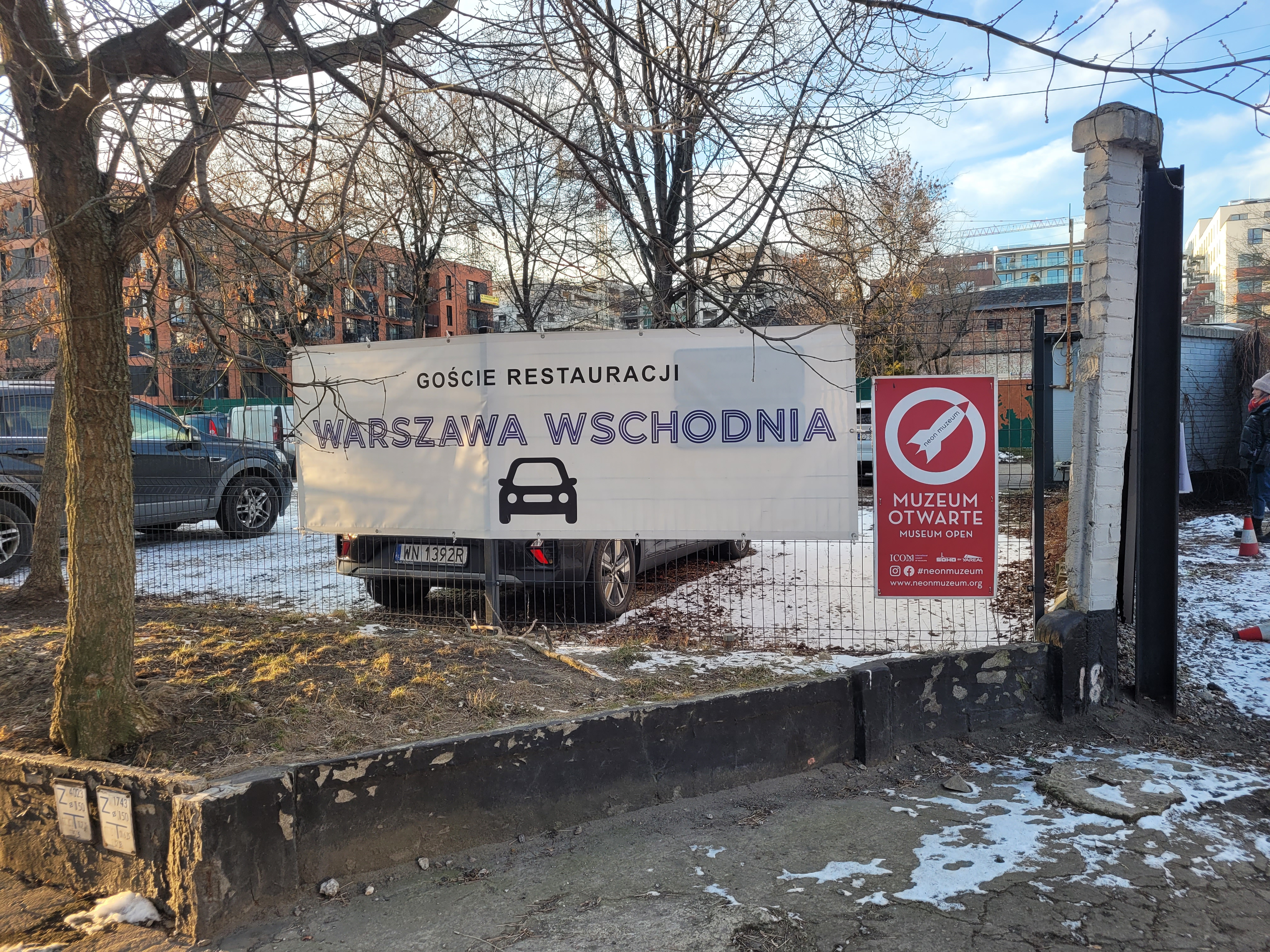
Provisorische Zufahrt zum Gelände der Soho Factory mit Hinweis auf das Neon-Museum und ein benachbartes Restaurant, 2025

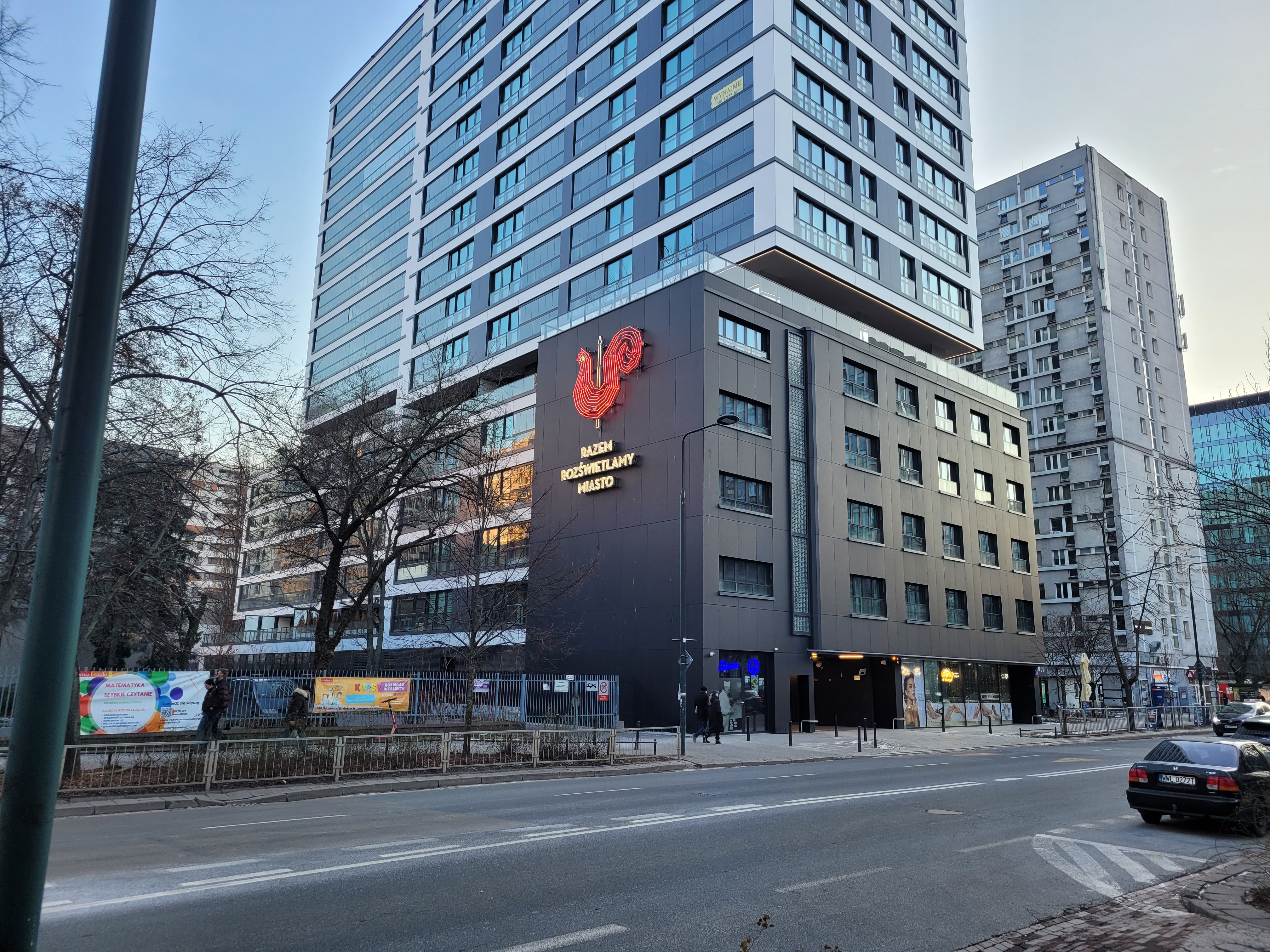
Das nachproduzierte Cepelia-Logo an einem Neubau in der Warschauer Grzybowska-Straße 37

## Museumsgeschichte und Sammlung
Seit dem Jahr 2005 beschäftigen sich die polnische, damals in London lebende Fotografin Ilona Karwińska und der britische Graphiker David S. Hill mit der historischen Neonbeleuchtung Warschaus. Zunächst wurden von den beiden erhaltene, vom Abbruch betroffene Exemplare fotografiert und dokumentiert. Das daraus entstandene Buch fand großes Interesse und rückte die Thematik in das Bewusstsein der Öffentlichkeit. Karwińska und Hill begannen nun auch das Sammeln von demontierten Leuchtreklamen. Ab 2012 konnte ein Teil dieser Exponate in einer ehemaligen Fabrikhalle gezeigt werden. Die Eröffnung des Museums fiel zeitlich mit dem Entstehen der polnischen Hipster-Bewegung und dem Aufstieg von sozialen Medien wie Instagram zusammen. 
Die neuerweckte Popularität dieser Lichtkunst führte auch zu einem Wiederaufleben der Nachfrage von Geschäftsinhabern nach solchen Objekten, um ihre Verkaufsstellen mit solchen Neonschildern im Retro-Stil auszustatten. 

„Zuerst dachten meine Partnerin Ilona Karwińska und ich, wir würden das Ende des polnischen Neons dokumentieren, aber schon ziemlich schnell wurde uns beiden klar, dass wir auf etwas [für Andere] Inspirierendes gestoßen waren.“

Neben den gezeigten Exponaten unterhält das Museum ein umfangreiches Dokumentationsarchiv, in dem Fotografien und Originalpläne zu Logos, Schriftzügen und deren Anbringung enthalten sind. Im Museum werden Workshops für Schulklassen, Fachvorträge und Filmvorführungen abgehalten. Nachdem zunächst vor allem Neon-Reklamen aus Warschau in die Sammlung aufgenommen wurden, werden seit ein paar Jahren auch Exponate aus anderen polnischen Städten wie auch aus dem Ausland (Deutschland, Ungarn, Tschechien) gesammelt. Auch werden Ausstellungen im Ausland organisiert – so bereits in London, Luxemburg und Amsterdam. Im Jahr 2013 wurde gemeinsam mit dem Energieanbieter RWE Polska einen Neonschild-Designwettbewerb („Neon dla Warszawy“) ausgeschrieben.
Das Neon Museum ist eine private, eingetragene Stiftung (Fundacja Neon, KRS 0000386300); es erhält keine regelmäßige öffentliche Förderung. Die Finanzierung erfolgt neben Spenden über Einnahmen aus dem Eintrittskartenverkauf.
Neben dem Erhalt nicht mehr verwendeter Schilder hat die Museumsleitung eine Kampagne „Akcja Renowacja!“ (Aktion Renovierung!) zum Schutz der letzten verbliebenen, historisch bedeutsamen Neonschilder in ihrer ursprünglichen städtischen Umgebung ins Leben gerufen. Eines der Schilder, das restauriert und an seinen ursprünglichen Standort zurückgebracht wurde, ist das Logo des roten Cepelia-Hahns in der Grzybowska-Straße 37 in Warschau. Das beliebte Symbol wurde in Zusammenarbeit mit dem polnischen Immobilienentwickler Matexi Polska originalgetreu restauriert und mit einem neuen Slogan „Razem rozświetlamy miasto!“ (Gemeinsam erleuchten wir die Stadt!) versehen. 

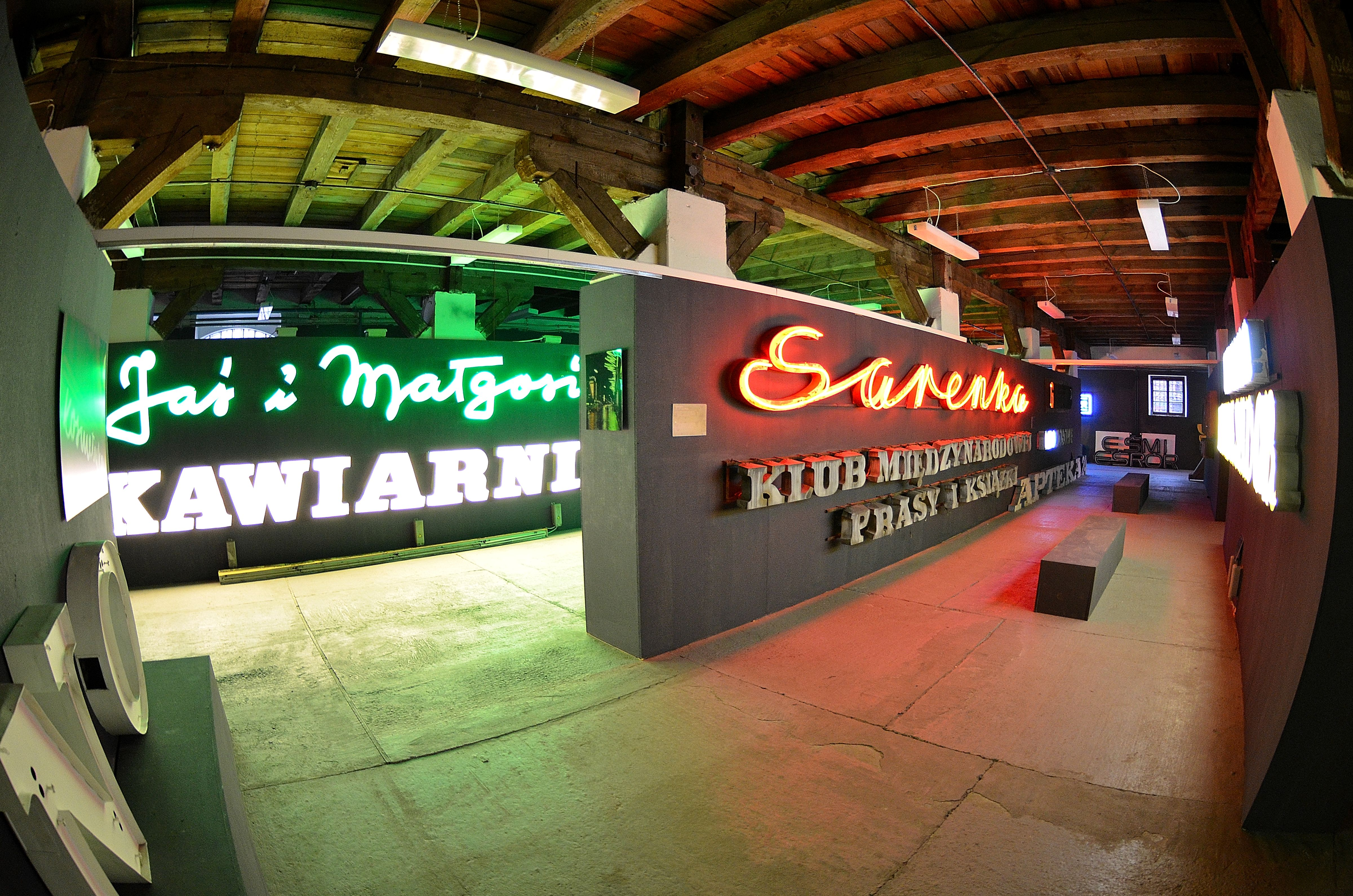
Im Innern des Museums; die Kawiarnia (Café) Jaś i Małgosia (Hänsel und Gretel) war eine Warschauer Institution in den späten 1960er Jahren

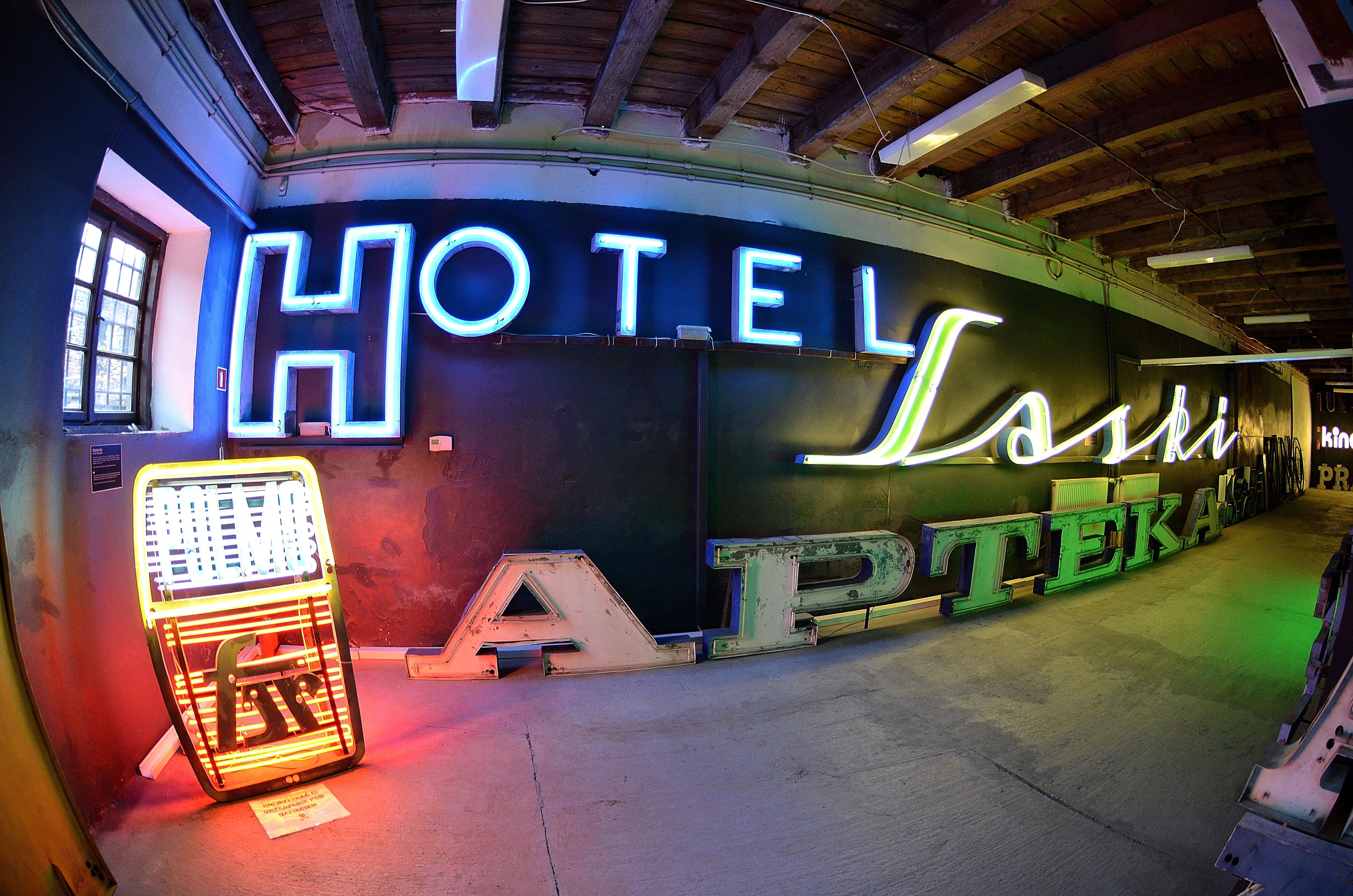
Schriftzug des ehemaligen Hotels Saskis

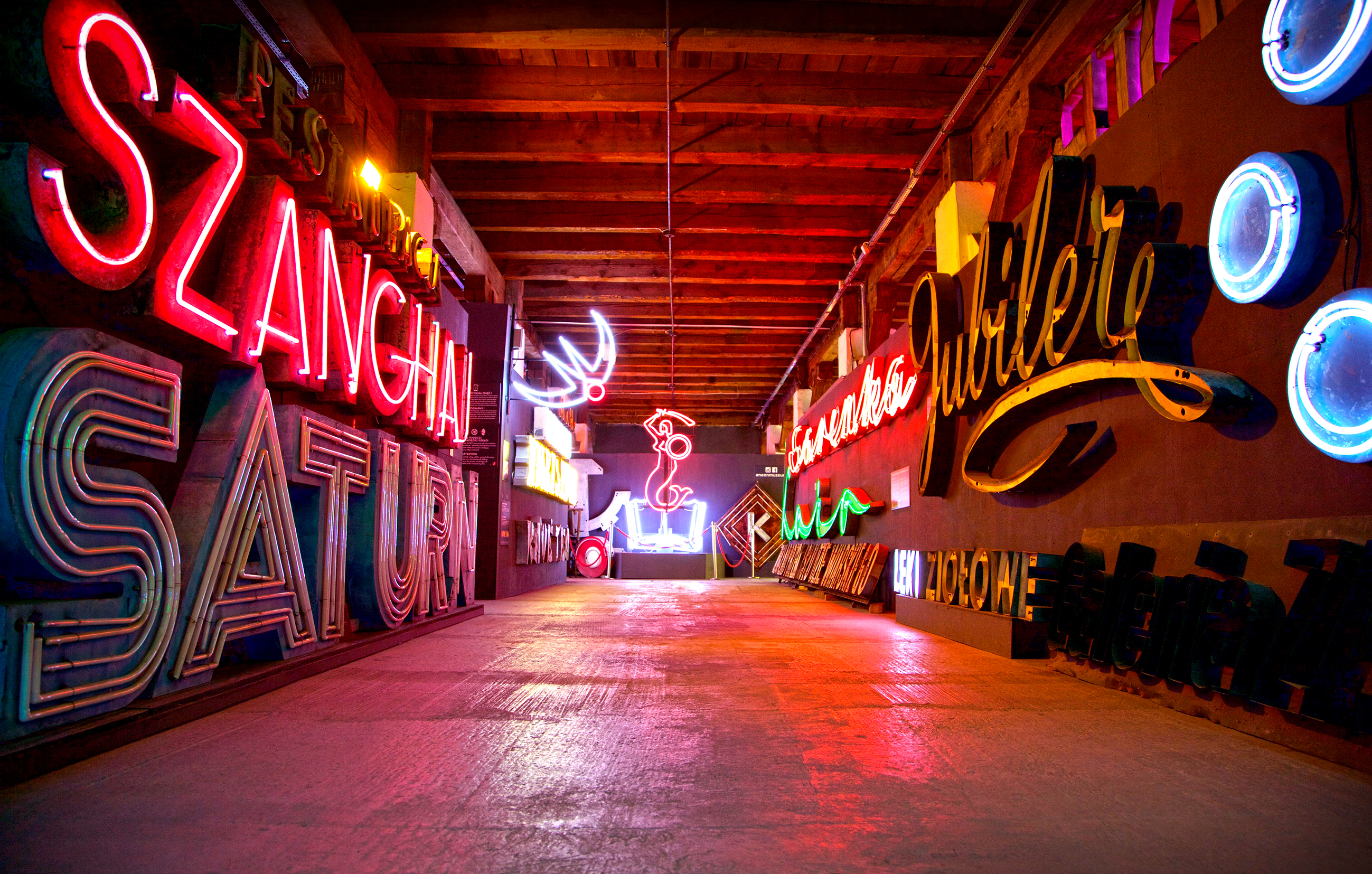
Am Ende der Ausstellungshalle hängt das Neon-Logo der Warschauer Syrena (Meerjungfrau)

### Sammlung
Die Dauerausstellung umfasst Hunderte vollständig restaurierter Neonschilder. Viele davon wurden von bedeutenden polnischen Künstlern entworfen – die teilweise der polnischen Plakatschule angehörten. Dazu zählen Jan Boguslawski, Maksymilian Krzyżanowski, Zbigniew Labes, Tadeusz Rogowski und Jan Mucharski.
Zu den im Museum gezeigten bekannteren Neonschriften gehören:
- Główna Księgarnia Techniczna (Buchhandlungen)
- Chodzież (Bahnhof)
- Warszawa Wschodnia (Bahnhof)
- Warschauer Seejungfer (Syrena - 
Warschauer Bibliotheken)
- Berlin (Haushaltswarengeschäft)
- Społem (SB-Supermarkt)
- Orbis (staatliches Reisebüro)
- Cepelia (Polnische Handwerkskunst)
- Shanghai (Restaurant)
- Ambasador (Restaurant)
- Kawiarnia Jaś i Małgosia (Café)
- Sezam (Kaufhaus)
- Saski (Hotel)
- Jubiler (Juwelier)
- Emilia (Möbelgeschäft)
- Sam
- Luna (Kino)
- Praha (Kino)
- Mydła Farby (Seifen- und Farben)
- E. Wedel (Schokolade)
- Hermes (Kaufhaus-Kette)

Das ebenfalls ausgestellte Schild Karina war aus den Buchstaben des Werbeschriftzugs Tkaniny dekoracyjne für die Produktion des Filmes Pokłosie von Władysław Pasikowski angefertigt worden.

### Instagram
Die ausrangierten Werbeschilder sind beliebte Instagram-Motive. Das Museum gehört zu den meistgenutzten Plätzen für Selfies oder Gruppenfotos in Warschau; es rangiert damit unter den Top 10 der Stadt. Nach Angabe des Tagesspiegels soll das Museum sogar zu den meistgenutzten Fotospots weltweit gehören. Fotos werden vor allem vor der Warschauer Seejungfrau (ein früheres Symbol öffentlicher Bibliotheken) oder dem Schriftzug Berlin angefertigt.

### Internationale Pressestimmen
Zu dem Museum wurde vielfach in internationalen Medien berichtet. So berichteten Wallpaper, Vogue, Tatler und Time. BBC News Europe führte bereits 2013 ein Interview mit der Museumsgründerin. Die britische The Times bezeichnete das Museum im Jahr 2018 als ein „Highlight“, welches eine kompakte und schillernde Fundgrube an Schildern aus der Zeit des Kalten Krieges sei. Der ebenfalls britische The Guardian nahm das Museum im Jahr 2020 in eine Liste von zwölf sehenswerten Museen in Europa auf. Auch in die 2016er Ausgabe des Verzeichnisses The World's 100 Weirdest Museums wurde es aufgenommen. The Independent empfiehlt einen Besuch in der Soho Factory, um die weltgrößte Sammlung von Neonreklamen aus der Zeit des Kalten Krieges zu bewundern. CNN Style veröffentlichte im Jahr 2000 ein Video zum Museum.
Im Reiseteil der The New York Times wird das Neon-Museum als eine der interessantesten Kulturinstitutionen Warschaus bezeichnet, dessen Sammlung einen faszinierenden Einblick in die Schnittstelle von Kunst und sozialistischer Organisation in der Volksrepublik Polen biete. In einem Reisebericht in der Los Angeles Times war der Redakteur vom Museum fasziniert – eine Gruppe leidenschaftlicher Sammler bewahre und stelle historische Neonzeichen aus.
Der französische Le Figaro beschrieb das Museum als eine „brillante Privatsammlung von Neonschildern“. Die in Katar herausgegebene Gulf Times berichtete 2018 unter der Überschrift „Polen holt seine kommunistischen Neonschilder aus dem Schrotthaufen“.
Auch die FAZ berichtete 2018 im Rahmen eines Artikels „Schau mal, Warschau!“ zu dem Museum. Und die Neue Osnabrücker Zeitung zitiert die Museumsgründer: „Wir haben mehr leuchtende Neonreklamen als das Museum in Las Vegas“. Der Spiegel bezeichnete das Museum 2023 als „besonderes Kleinod“. Die Neonschilder stellten eine „kleine Geschichte des polnischen Sozialismus“ dar. In einem Radiobeitrag von Radio 3 (Rundfunk Berlin-Brandenburg) im August 2024 kam die Museumsgründerin zu Wort – nach der die Neonsymbole für ältere Polen etwas anderes (Erinnerungsort) bedeuteten als für die Jungen (Design); für Ausländer wären sie überraschend, da Polen im Sozialismus bislang als grau wahrgenommen worden war.

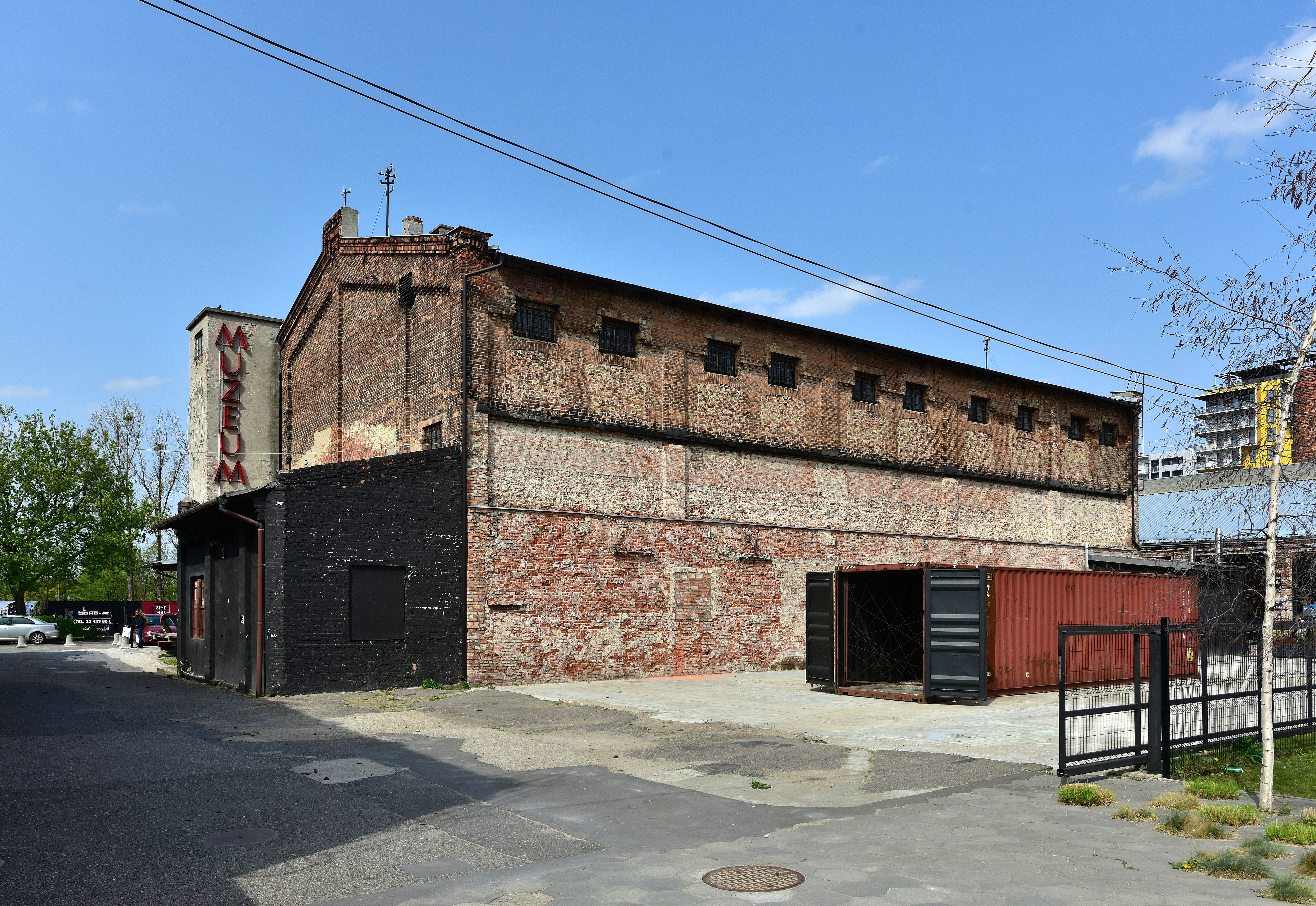
Seitenansicht der dreigeschossigen ehemaligen Fabrikhalle

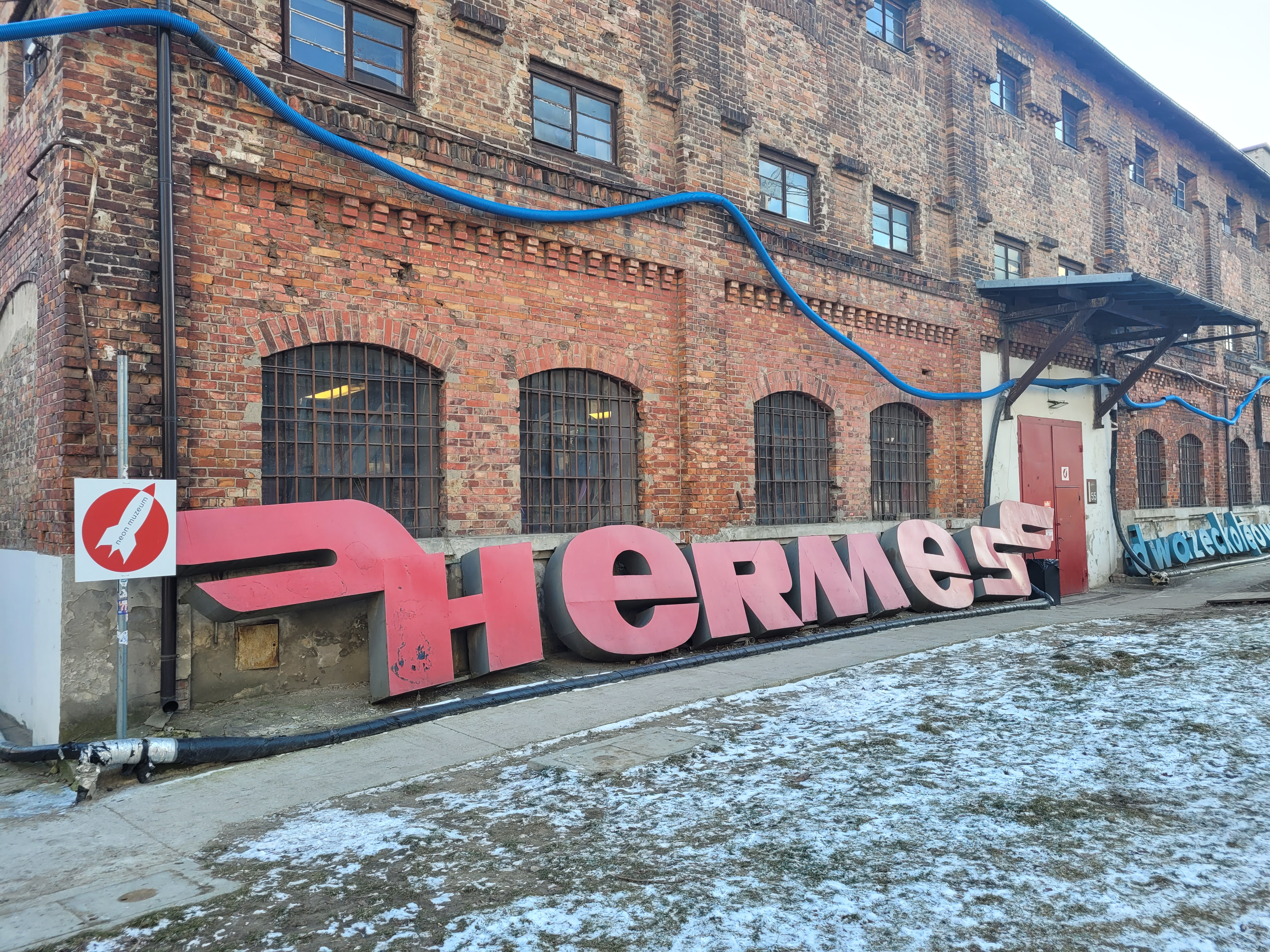
Ein aus Zielona Góra stammendes Hermes-Kaufhaus-Logo vor dem Museumsgebäude

## Architektur
Das Museum befindet sich in einer früheren Produktionshalle einer Leinen- und Jutefabrik, die hier Ende des 19. Jahrhunderts errichtet wurde. Das Gebäude ist auf rechteckigem Grundriss errichtet, dreigeschossig, aus Keramikziegeln und unverputzt. Es sind zwei Bauphasen erkennbar: das Erdgeschoss verfügt über eine charakteristischer Backsteindekoration - einfache, mit Backsteinbändern akzentuierte Fensterstürze, würfelgekrönte Gesimse und Lisenen. Die zwei Obergeschosse, die nach einem späteren Umbau – vermutlich in den 1920er Jahren – anstelle der vorher vorhandenen, zugemauerten Fenster nur noch kleine Fensteröffnungen haben. Das gemauerte Gesims ist mit angedeuteten Würfel-Maschikuli versehen.